# Instrumentalis
De instrumentalis of achtste naamval is een naamval met als hoofdbetekenis "door middel van". De instrumentalis was een van de oorspronkelijke acht naamvallen van het Proto-Indo-Europees. Als zodanig bestond hij nog in het Sanskriet, en tot op de dag van vandaag in de meeste Slavische talen. Het is een woordvorm die aangeeft dat een zelfstandig naamwoord het object is waarmee een actie wordt uitgevoerd.
Het Nederlands kent geen instrumentalis, maar dezelfde betekenis wordt analytisch weergegeven met het voorzetsel met of de omschrijving door middel van:
Ik sla met de hamer
In de meeste Indo-Europese talen die nog een instrumentalis bezitten wordt ook bij de lijdende vorm van het werkwoord het handelend voorwerp in de instrumentalis gezet. Het Nederlands gebruikt dan het voorzetsel door:
Ik word door hem geslagen.
In veel Indo-Europese talen is de instrumentalis verdwenen en zijn functie overgenomen door andere naamvallen. In het Latijn bijvoorbeeld is de taak voornamelijk op de ablatief overgegaan. In het Germaans ging de taak voornamelijk op de datief over, al of niet versterkt met een voorzetsel zoals met of door (zoals in het Duits). Zo wordt in bepaalde versteende uitdrukkingen in het Nederlands het voorzetsel "met" ook nog steeds gevolgd door een datief: met voorbedachten rade.
Het Oergermaans had waarschijnlijk nog een intacte instrumentalis. Het Oudhoogduits bewaarde de instrumentalis in het enkelvoud van mannelijke zelfstandige naamwoorden en ook in het Oudengels waren nog een aantal instrumentalisvormen aan te wijzen, en wel in de voornaamwoorden. Een enkel fossiel van de instrumentalis is in het Nederlands nog terug te vinden, zoals (des) te in des te beter. Desto was een oude instrumentalis van wat nu de of die is. De instrumentalis wordt in de Slavische talen nog heel geregeld gebruikt, o.a. bij vergelijkingen en het naamwoordelijk deel van het gezegde.
Ook in talen die niet tot de Indo-Europese familie horen komen achtervoegsels (suffixen) met de functie van instrumentalis voor, bijvoorbeeld in het Fins. In het Fins wordt het achtervoegsel -lla/-llä gebruikt:
veitsi - mes, veitsellä - met een mes
In het Hongaars wordt het achtervoegsel -val/-vel gebruikt:
hajó - schip, hajóval - met een schip
In het poëtisch Engels wordt het suffix -wise gebruikt, wat zoveel betekent als by way of. In het Nederlands kan men hier middels een voor gebruiken.
Bijvoorbeeld: I wrote the note penwise.